# La Sal (Utah)
La Sal es un lugar designado por el censo ubicado en el condado de San Juan en el estado estadounidense de Utah. En el año 2000 tenía una población de 339 habitantes y una densidad poblacional de 2,9 personas por km².

## Geografía
La Sal se encuentra ubicado en las coordenadas 38°18′8″N 109°16′7″O / 38.30222, -109.26861. Según la Oficina del Censo, la localidad tiene un área total de 119,2 km² (46,0 mi²), de la cual la mayoría, 118,7 km² (45,8 mi²), es tierra y el resto (0,4%) es agua.

## Demografía
Según la Oficina del Censo en 2000 los ingresos medios por hogar en la localidad eran de $25,926, y los ingresos medios por familia eran $26,071. Los hombres tenían unos ingresos medios de $26,295 frente a los $25,893 para las mujeres. La renta per cápita para la localidad era de $7,567. Alrededor del 22.0% de la población estaban por debajo del umbral de pobreza, incluyendo 100% de los habitantes mayores de 65 años de edad.